# NK Milicioner Zagreb
Nogometni klub Milicioner iz Zagreba bio je policijski klub osnovan 1945. godine pod imenom Fizkulturno društvo Milicija. Bio je treći zagrebački klub poslije Drugog svjetskog rata koji je izborio prvoligaško natjecanje. Djelatnost kluba prestaje 7. veljače 1952. godine kada se spaja sa Zagrebom.

## Nazivi kluba
Klub je u svojoj prvoj natjecateljskoj sezoni 1946. nosio naziv Fizkulturno društvo Milicija, poslije koje mijenja naziv u Fizkultruno društvo Milicioner. Nakon natjecateljske sezone 1947./48. nosi naziv Nogometni klub Milicioner. Od 1950. godine do 7. veljače 1952. godine nosio je naziv Nogometni klub Borac.

## Natjecanje i uspjesi
Klub je u šest godina postojanja postigao veliki rezultatski napredak. Godine 1946. zauzima posljednje mjesto u prvenstvu Zagreba bez bodova i postignutog pogotka. U sezoni 1947./48. plasirao se u doigravanje Hrvatske lige (3. razred natjecanja), gdje u završnoj odlučujućoj utakmici gubi od osječkog “Proletera“. U sezoni 1948./49. prvak je Hrvatske lige, a u sljedećoj sezoni postiže najveći uspjeh, prvak je Druge savezne lige, te se plasira u Prvu saveznu ligu. U svojoj jedinoj sezoni u Prvoj ligi osvaja skromno 9. mjesto te prestaje s radom i spaja se s Zagrebom koji time dobiva prvoligaški status. U Kup maršala Tita 1949. dolazi do četvrtzavšrnice gdje gubi od beogradske “Crvene zvezde“ 3:1.

## Zanimljivosti
U sezoni 1948./49. osvaja prvo mjesto u Hrvatskoj ligi (3. razred natjecanja) ispred drugoplasiranog Zagreba s kojim će se spojiti tri godine kasnije u jedan nogometni klub.

## Učinak po sezonama

### Prvenstva
| Sezona    | Razred | Liga                          | Broj momčadi | Mjesto | Sus. | Pob. | Neo. | Por. | Po.p. | Pr.p. | Bod. |
| --------- | ------ | ----------------------------- | ------------ | ------ | ---- | ---- | ---- | ---- | ----- | ----- | ---- |
| 1946.     | I.     | Prvenstvo Zagreba (skupina A) | 8            | 8.     | 7    | 0    | 0    | 7    | 0     | 46    | 0    |
| 1946./47. | ?      | Prvenstvo Zagreba             | 3            | 1.     | 4    | 2    | 2    | 0    | 9     | 5     | 6    |
| 1947./48. | III.   | III. zona                     | 8            | 1.     |      |      |      |      |       |       | 22   |
| 1948./49. | III.   | Hrvatska liga                 | 10           | 1.     | 18   | 13   | 3    | 2    | 48    | 14    | 29   |
| 1950.     | II.    | 2. savezna liga               | 11           | 1.     | 20   | 10   | 5    | 5    | 46    | 19    | 25   |
| 1951.     | II.    | 1. savezna liga               | 12           | 9.     | 22   | 7    | 4    | 11   | 30    | 33    | 18   |

### Završna natjecanja Kupa

#### Kup maršala Tita 1949.
- 1/16 završnice: Jedinstvo (Trebinje) – Milicioner   0:5
- 1/8 završnice: Milicioner – Srem (Srijemska Mitrovica)   4:1
- četvrtzavršnica: Crvena zvezda (Beograd)  – Milicioner   3:1

#### Kup maršala Tita 1950.
- 1. krug: Dinamo (Vinkovci) – Borac   0:8
- 1/16 završnice: Borac – Napredak (Kruševac)   0:2

#### Kup maršala Tita 1951.
- 1. krug: Naprijed (Sisak) – Borac   1:0

## Poznati igrači i treneri
- Branko Zebec
- Vladimir Klaić
- Ljubo Benčić (trener)
- Branko Kralj